# توماس إيوينغ
توماس إيوينغ (بالإنجليزية: Thomas Ewing)‏ هو سياسي أسترالي، ولد في 9 أكتوبر 1856 في أستراليا، وتوفي في 15 سبتمبر 1920 في سيدني في أستراليا. حزبياً، نشط في Protectionist Party ‏. وقد انتخب عضو الجمعية التشريعية نيو ساوث ويلز وانتخب عضو مجلس النواب الأسترالي عن دائرة ريتشموند ‏ (29 مارس 1901 – 19 فبراير 1910).